# Bedia
Bedia – gmina w Hiszpanii, w prowincji Biskaja, w Kraju Basków, o powierzchni 16,52 km². W 2011 roku gmina liczyła 987 mieszkańców.